# Peleliu (Schiff)
Die USS Peleliu (LHA-5) war ein amphibisches Angriffsschiff der Tarawa-Klasse. Sie gehörte zur United States Navy und wurde am 31. März 2015 außer Dienst gestellt. Ursprünglich wurde sie nach der Schlacht um Peleliu im Zweiten Weltkrieg benannt.

## Geschichte
Ursprünglich geplant als Khe Sanh (siehe Schlacht um Khe Sanh), wurde der Name des geplanten Schiffes bald schon in Da Nang abgeändert und schließlich zugunsten von Peleliu verworfen. Die Kiellegung fand 1976 bei Ingalls Shipbuilding in Pascagoula (Mississippi) statt, der Stapellauf erfolgte am 25. November 1978. Taufpatin war Peggy Hayward, die Ehefrau des Chief of Naval Operations (CNO) Thomas B. Hayward. Die Indienststellung wurde am 3. Mai 1980 vorgenommen. Erster Kommandant war Captain T. P. Scott. Das Schiff ging sofort auf Südkurs, passierte den Panamakanal und am 27. Mai schließlich den Äquator.
Der Heimathafen der Peleliu war San Diego.
Im August 2010 ging die Peleliu vor Karatschi vor Anker, um mit ihren Helikoptern Hilfsgüter in die von der Überschwemmungskatastrophe in Pakistan betroffenen Regionen zu bringen.
Im April 2013 ging die Peleliu im Zuge des Nordkorea-Konfliktes in Hongkong vor Anker.
An Bord des Schiffes wurden sogenannte Black Sites betrieben, geheimgehaltene Gefängnisse, in denen im Krieg gegen den Terror entführte Verdächtige bei Verhören gefoltert wurden.
Die Peleliu wurde am 31. März 2015 in San Diego als letztes Schiff der Tarawa-Klasse außer Dienst gestellt.
Nach Vorbereitung ihres Status als Teil der Reserveflotte in San Diego wird sie längsseits ihrer Schwester Tarawa noch für einige Jahre in Pearl Harbor aufgelegt.
Als Ersatz für die außer Dienst gestellten amphibischen Angriffsschiffe wird die America-Klasse in die US Navy eingeführt. Das erste Schiff dieses Typs ist die USS America. Die Tarawa-Klasse ist bereits komplett außer Dienst gestellt, 7 der insgesamt 8 amphibischen Schiffe der deutlich moderneren Wasp-Klasse befinden sich noch im aktiven Dienst, werden jedoch mittelfristig auch durch die America-Klasse ersetzt.